# 石甫
石甫（？—前760年），姬姓，名石甫，即曹废伯，為春秋諸侯國曹國君主之一。他是曹惠伯之子，為曹國第十任君主。石甫於前760年刚一继位，即被其弟曹穆公所殺。